# Ландмессер, Август
А́вгуст Ландме́ссер (нем. August Landmesser; 24 мая 1910, Морреге — предположительно 17 октября 1944, Стон, официальной датой смерти считается 1 августа 1949) — рабочий на верфи «Blohm + Voss» в Гамбурге, наиболее известен по фотографии, где он в большой толпе не поднял руку в нацистском приветствии.

## Биография
Август был единственным ребёнком Августа Франца Ландмессера и Вильгельмины Магдалины. В 1931 году вместе с родственниками по материнской линии вступил в НСДАП, чтобы найти работу, но в 1935 году обручился с еврейкой Ирмой Эклер и вышел из партии. Месяцем позже был принят Нюрнбергский закон о чистоте расы, и заявки на заключение браков с евреями гамбургским ЗАГСом больше не принимались. У Ландмессеров родились две дочери — Ингрид (родилась 25 октября 1935 года) и Ирена (6 августа 1937 года).
В начале июля 1937 года Август Ландмессер попытался незаконно уехать в Данию, но был задержан и некоторое время провёл под арестом. В июле 1937 года, в то время как его жена была беременна вторым ребёнком, против него было начато дело по обвинению в «осквернении расы». 15 сентября 1937 года он был взят в предварительное заключение в штрафном учреждении «Фульсбюттель» (Гамбург). Ландмессер предположительно сумел убедить суд, что не знал о том, что Ирма Эклер является полной еврейкой, и 27 мая 1938 года он был освобождён с условием, что в случае продолжения связи с женой будет осуждён и приговорён к многолетним каторжным работам.
Несмотря на это, Ландмессер продолжил отношения с Ирмой Эклер и даже появлялся вместе с ней на публике. Поэтому 15 июля 1938 года он был снова арестован, в дальнейшем приговорён к двум с половиной годам каторжных работ и доставлен в лагерь «Бёргермоор 1» в Эмсланде.
Спустя три дня гестапо взяло под превентивный арест и саму Ирму Эклер, по обвинению в «осквернении расы». Она была доставлена в тюрьму «Фульсбюттель», оттуда её перевели в концлагерь «Ораниенбург», затем в женский концлагерь «Лихтенбург» и, в конце концов, в женский концлагерь «Равенсбрюк». Предположительно в феврале 1942 года Ирма Эклер была доставлена в земельное учреждение для лечения в Бернбурге под Дессау, где и была казнена вместе с 14 000 других узников.
Дочери Ингрид и Ирена были сначала доставлены в городской сиротский дом. Бабушке по материнской линии, в конце концов, удалось взять старшую дочь Ингрид, но младшая, Ирена, оставалась в детском доме до 1941 года, пока её не взяли приёмные родители. После смерти бабушки в 1953 году Ингрид тоже была удочерена другой семьёй. Впоследствии Ингрид стала работать продавщицей, а Ирена сначала работала бухгалтером, затем стала учительницей.
19 января 1941 года Август Ландмессер был освобождён и стал работать десятником в варнемюндском филиале транспортного предприятия «Пюст». В феврале 1944 года он был призван на воинскую службу в XIX/999 штрафной батальон, отправлен в Хорватию и вскоре пропал без вести во время боевых действий. Возможно, он был убит 17 октября 1944 года близ Стона.
20 декабря 1949 года окружной суд Альтоны (Гамбург) объявил Ирму Эклер погибшей, с датой смерти 28 апреля 1942 года. В том же году районный суд Ростока объявил Августа Ландмессера погибшим, с датой смерти 1 августа 1949 года. Летом 1951 года брак Августа Ландмессера и Ирмы Эклер был официально признан сенатом Гамбурга. Осенью того же года Ингрид и Ирена получили право носить фамилию своего отца, но Ирена и дальше использовала фамилию матери.

## Фотография

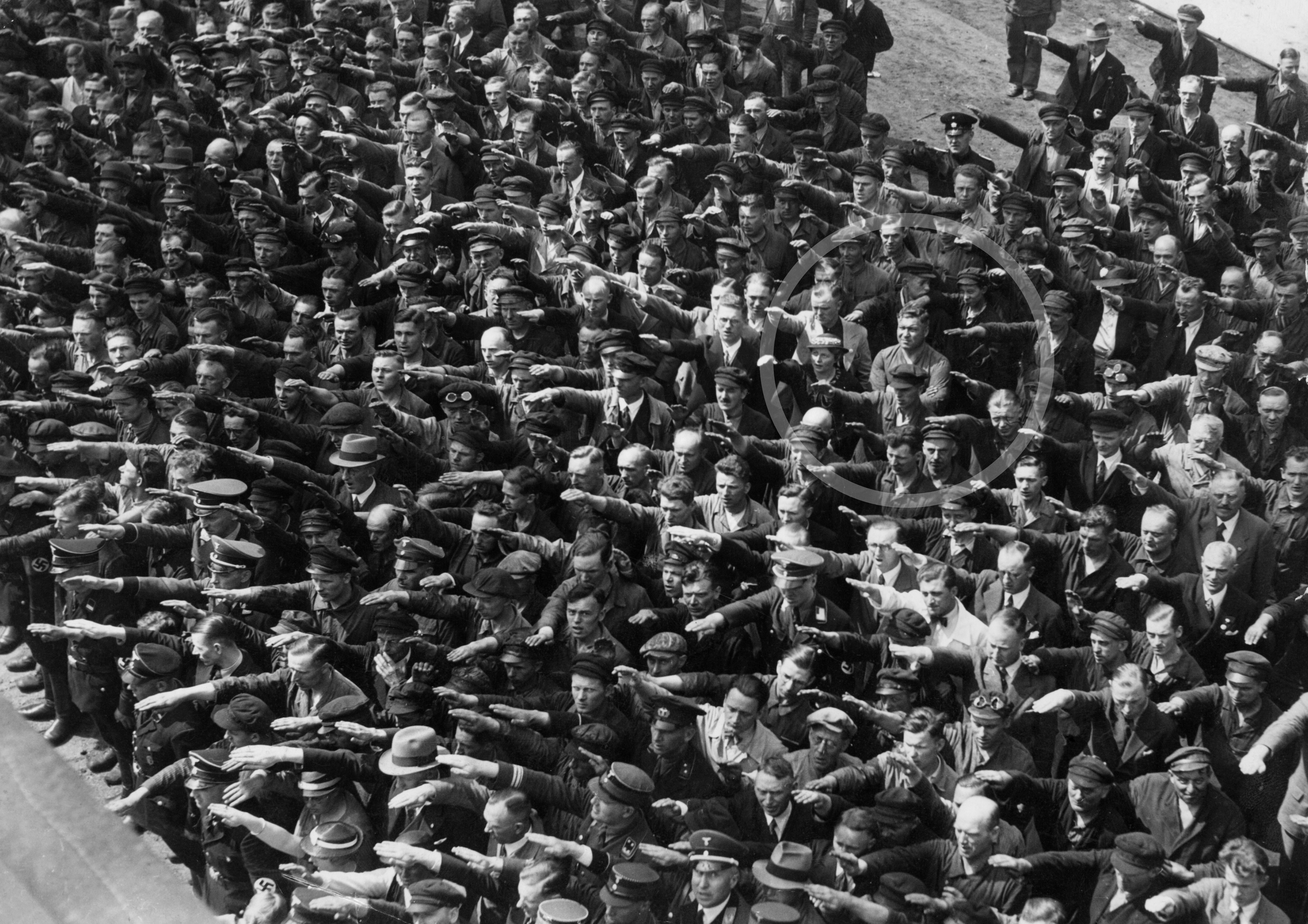
Август Ландмессер не поднял руку в нацистском приветствии 13 июня 1936 года.

13 июня 1936 года на верфи «Blohm + Voss» в Гамбурге была сделана фотография, на которой все рабочие вскидывают руку в нацистском приветствии, салютуя в честь спуска на воду военно-морского учебного судна «Хорст Вессель», лишь один человек стоит в толпе со скрещёнными на груди руками. В 1991 году этот снимок был опубликован в газете Hamburger Abendblatt, в номере от 15 ноября. Снимок сопровождался просьбой доктора Туля Бастиана, обращённой к возможным родственникам человека на фото — откликнуться и сообщить сведения о нём. Ирена Эклер увидела снимок в газете и заявила, что узнала в этом человеке своего отца — Августа Ландмессера. Скорее всего, такими действиями он выражал несогласие с расовой политикой Третьего рейха, из-за которой он не мог жениться на её матери. В 1996 году Ирена опубликовала книгу об истории своей семьи «A Family Torn Apart by „Rassenschande“», в которой приведено множество документов и писем.